# إرلينغ سفيردروب
إرلينغ سفيردروب (بالنرويجية البوكمول: Erling Sverdrup)‏ هو إحصائي ورياضياتي وبروفيسور نرويجي، ولد في 23 فبراير 1917 في برغن في النرويج، وتوفي في 15 مارس 1994 في أوسلو في النرويج.